# شاخص آسانی انجام کسب‌وکار
| ≥ ۸۵٫۰ 80.0–84.9 75.0–79.9 70.0–74.9 65.0–69.9 | 60.0–64.9 55.0–59.9 0.550–54.9 45.0–49.9 30.0–44.9 | 35.0–39.9 30.0–34.9 ≤ ۲۵٫۰ داده ناموجود |

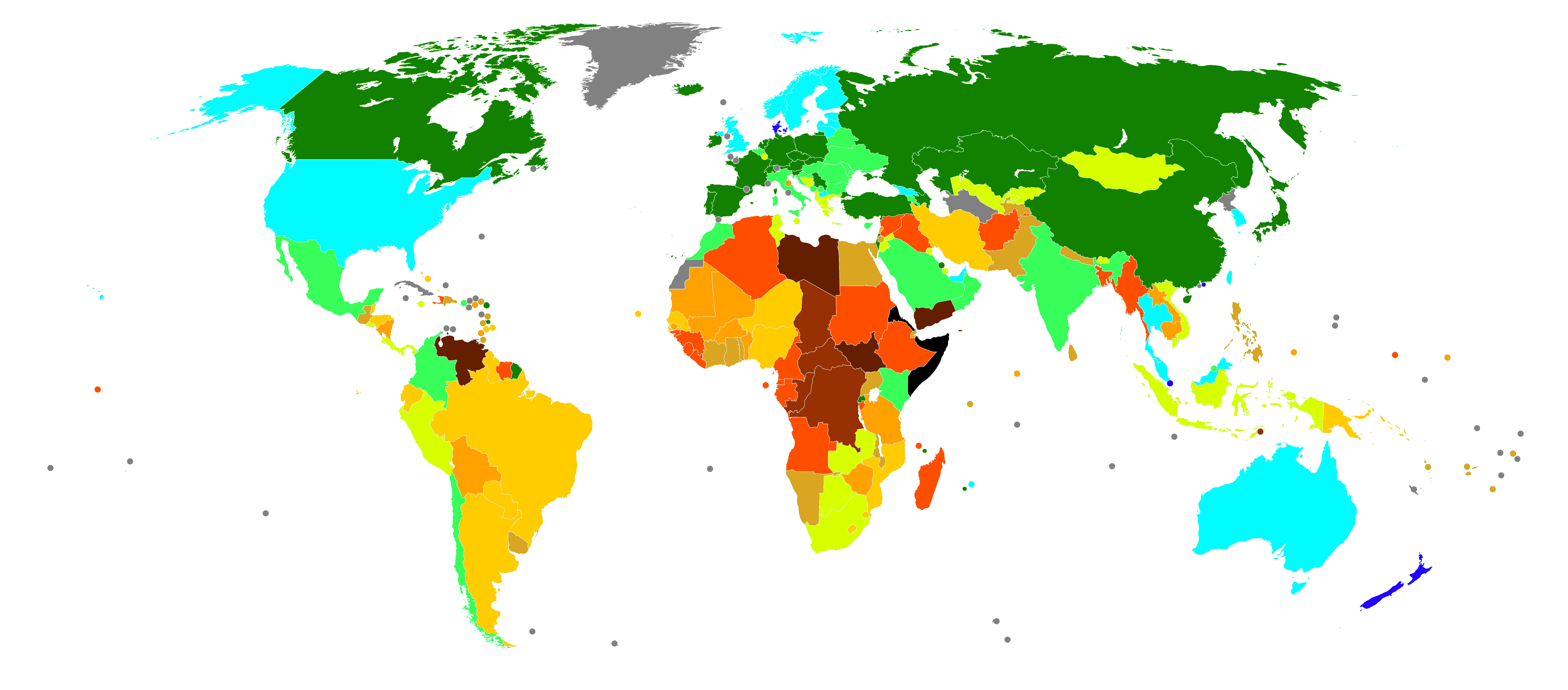
نقشه شاخص سهولت انجام تجارت بانک جهانی برای سال ۲۰۲۰

شاخص آسانی انجام کسب‌وکار (به انگلیسی: Ease of doing business index) شاخصی بود که توسط بانک جهانی منتشر می‌شد
رتبهٔ بالاتر در آن (عدد کوچک‌تر) نشان دهندهٔ مقررات بهتر، معمولاً ساده‌تر، برای کسب‌وکارها و حمایت‌های قوی تر از حقوق مالکیت خصوصی بوده است. پژوهش‌های تجربی با بودجهٔ تأمین شده از سوی بانک جهانی به منظور توجیه این کار نشان می‌داد که اثر بهبود این مقررات بر رشد اقتصادی زیاد است. بانک جهانی انتشار این گزارش و شاخص را در سپتامبر سال ۲۰۲۱ متوقف کرد.

## شاخص‌ها
رتبه‌بندی کشورها در شاخص شاخص آسانی انجام کسب‌وکار براساس میانگین ۱۰ زیرشاخص ذیل انجام می‌شد :
- شروع یک تجارت - رویه‌ها، زمان، هزینه و حداقل سرمایه برای راه‌اندازی تجارت جدید
- رسیدگی به پروانه ساخت و ساز - مراحل، زمان و هزینه ساخت انبار
- دریافت برق - روشها، زمان و هزینه موردنیاز یک بنگاه‌ اقتصادی برای دستیابی به اتصال دائم برق برای یک انبار تازه ساخته شده
- ثبت املاک - مراحل، زمان و هزینه ثبت املاک تجاری
- دریافت اعتبار - قدرت شاخص حقوق قانونی، عمق شاخص اطلاعات اعتبار
- حمایت از سرمایه‌گذاران - شاخص‌هایی در مورد میزان افشای اطلاعات، میزان مسئولیت مدیر و سهولت در خواست سهامداران
- پرداخت مالیات - تعداد مالیات‌های پرداخت شده، ساعات در سال برای تهیه اظهارنامه مالیاتی و کل مالیات قابل پرداخت به عنوان سهم سود ناخالص
- بازرگانی در سراسر مرزها - تعداد اسناد، هزینه و زمان لازم برای صادرات و واردات
- اجرای قراردادها - مراحل، زمان و هزینه اجرای قرارداد بدهی
- حل ورشکستگی - زمان، هزینه و میزان بهبودی (٪) تحت اقدام ورشکستگی

## روش محاسبه شاخص
این گزارش، بیش از هر چیز، یک مطالعه معیار تنظیم مقررات بوده است. این نظرسنجی شامل یک پرسشنامه بوده که توسط تیم Doing Business با کمک مشاوران دانشگاهی طراحی می‌شده است. این پرسشنامه بر روی یک مورد تجاری ساده متمرکز بوده که از مقایسه آن در بین اقتصاد و با گذشت زمان اطمینان حاصل می‌کند. این نظرسنجی همچنین فرضیات را بر اساس شکل حقوقی تجارت، اندازه، مکان و ماهیت فعالیتهای آن بنا می‌کرده است. منظور از شاخص سهولت انجام تجارت، اندازه‌گیری مقرراتی بوده است که مستقیماً بر کسب‌وکارها تأثیر می‌گذارند و شرایط عمومی‌تر مانند نزدیکی یک کشور به بازارهای بزرگ، کیفیت زیرساخت‌ها، تورم یا جرایم را مستقیماً اندازه‌گیری نمی‌کرده است.
گام بعدی جمع‌آوری نظرسنجی داده‌ها از بیش از ۱۲۵۰۰ مشارکت کننده خبره (وکلا، حسابداران و غیره) در ۱۹۰ کشور که در کارهای روزمره خود با مقررات تجارت سر و کار دارند. این افراد در تماس کنفرانسی، مکاتبات کتبی و بازدیدهای تیم جهانی با تیم Doing Business ارتباط برقرار می‌کنند. برای گزارش سال ۲۰۱۷، اعضای تیم برای تأیید داده‌ها و استخدام پاسخ دهندگان از ۳۴ کشور اقتصادی بازدید کردند. داده‌های حاصل از نظرسنجی تحت چندین مرحله تأیید است. نظرسنجی‌ها یک نمونه آماری نیستند و نتایج قبل از درج در گزارش تفسیر و بررسی می‌شوند. نتایج نیز قبل از انتشار با دولت مربوطه تأیید می‌شوند. پاسخ دهندگان نظرسنجی‌های کتبی را پر می‌کنند و ارجاع به قوانین، مقررات و هزینه‌های مربوطه را براساس سناریوهای مورد استاندارد با مفروضات خاص، مانند واقع شدن تجارت در بزرگ‌ترین شهر تجاری اقتصاد، ارائه می‌دهند.
به عنوان مثال، طبق گزارش Doing Business (DB) 2013، کانادا در رتبه سوم در زیرشاخه اول «شروع کار» قرار دارد و تنها در پشت نیوزلند و استرالیا قرار دارد. در کانادا، برای شروع کار ۱ روش لازم است که انجام آن به‌طور متوسط ۵ روز به طول می‌انجامد. هزینه رسمی ۰٫۴٪ از درآمد ناخالص ملی سرانه است. حداقل سرمایه مورد نیاز نیست. در مقابل، در چاد که در بین بدترین (۱۸۱ رتبه از ۱۸۵) در این زیرشاخه قرار گرفت، ۹ روش برای شروع یک کار تجاری که ۶۲ روز طول می‌کشد لازم است. هزینه رسمی ۲۰۲٪ از درآمد ناخالص ملی سرانه است. حداقل سرمایه‌گذاری ۲۸۹٫۴٪ از درآمد ناخالص ملی سرانه مورد نیاز است.

## رتبه‌بندی
آخرین رتبه‌بندی در سال ۲۰۲۰ منتشر شده است. رتبه‌بندی اقتصادها از این نظر از سال ۲۰۰۶ آغاز شد.
نیوزلند در رأس کشورهای آسان از نظر انجام کسب‌وکار در سال‌های ۲۰۱۷، ۲۰۱۸، ۲۰۱۹ و ۲۰۲۰ قرار داشته است. پیش از این از سال ۲۰۰۷ تا ۲۰۱۶ سنگاپور این رتبه را در اختیار داشت. ایران با نزول از رتبه ۱۰۸ به ۱۲۷ در طی ۱۴ سال در این شاخص در دسته میانه قرار دارد.
| دسته‌بندی    | کشور                   | ۲۰۲۰ | ۲۰۱۹ | ۲۰۱۸ | ۲۰۱۷ | ۲۰۱۶ | 2015 | 2014 | 2013 | 2012 | 2011 | 2010 | 2009 | 2008 | 2007 | 2006 |
| ----------- | ---------------------- | ---- | ---- | ---- | ---- | ---- | ---- | ---- | ---- | ---- | ---- | ---- | ---- | ---- | ---- | ---- |
| بسیار راحت  | نیوزیلند               | ۱    | ۱    | ۱    | ۱    | ۲    | ۲    | ۳    | ۳    | ۳    | ۳    | ۲    | ۲    | ۲    | ۲    | ۲    |
| بسیار راحت  | سنگاپور                | ۲    | ۲    | ۲    | ۲    | ۱    | ۱    | ۱    | ۱    | ۱    | ۱    | ۱    | ۱    | ۱    | ۱    | ۱    |
| بسیار راحت  | هنگ کنگ                | ۳    | ۴    | ۵    | ۳    | ۳    | ۴    | ۵    | ۵    | ۵    | ۶    | ۶    | ۵    | ۵    | ۷    | ۸    |
| بسیار راحت  | دانمارک                | ۴    | ۳    | ۳    | ۴    | ۵    | ۳    | ۲    | ۲    | ۲    | ۲    | ۳    | ۴    | ۴    | ۵    | ۷    |
| بسیار راحت  | کره جنوبی              | ۵    | ۵    | ۵    | ۵    | ۴    | ۵    | ۷    | ۸    | ۸    | ۱۶   | ۱۹   | ۲۳   | ۳۰   | ۲۳   | ۲۷   |
| بسیار راحت  | ایالات متحده آمریکا    | ۶    | ۸    | ۶    | ۶    | ۹    | ۶    | ۹    | ۶    | ۶    | ۸    | ۱۰   | ۱۰   | ۱۱   | ۹    | ۵    |
| بسیار راحت  | گرجستان                | ۷    | ۶    | ۹    | ۷    | ۶    | ۸    | ۱۰   | ۷    | ۷    | ۴    | ۵    | ۶    | ۶    | ۶    | ۹    |
| بسیار راحت  | بریتانیا               | ۸    | ۹    | ۷    | ۸    | ۷    | ۷    | ۴    | ۴    | ۴    | ۵    | ۴    | ۳    | ۳    | ۳    | ۳    |
| بسیار راحت  | نروژ                   | ۹    | ۷    | ۸    | ۹    | ۸    | ۱۱   | ۱۴   | ۱۳   | ۱۴   | ۱۴   | ۱۸   | ۱۷   | ۱۴   | ۱۳   | ۱۴   |
| بسیار راحت  | سوئد                   | ۱۰   | ۱۲   | ۱۰   | ۱۰   | ۱۲   | ۳۰   | ۲۵   | ۲۳   | ۲۲   | ۳۸   | ۳۲   | ۷۱   | ۷۵   | ۹۲   | ۸۱   |
| بسیار راحت  | لیتوانی                | ۱۱   | ۱۴   | ۱۶   | ۱۱   | ۱۱   | ۱۹   | ۱۶   | ۱۶   | ۲۵   | ۳۳   | ۴۶   | ۶۱   | ۵۰   | ۴۷   | ۳۵   |
| بسیار راحت  | مالزی                  | ۱۲   | ۱۵   | ۲۴   | ۱۲   | ۱۶   | ۱۷   | ۲۲   | ۲۱   | ۲۴   | ۱۷   | ۲۴   | ۲۲   | ۱۷   | ۱۷   | ۱۶   |
| بسیار راحت  | موریس                  | ۱۳   | ۲۰   | ۲۵   | ۱۳   | ۱۰   | ۹    | ۱۲   | ۱۱   | ۱۱   | ۱۳   | ۱۶   | ۱۴   | ۱۳   | ۱۴   | ۱۳   |
| بسیار راحت  | استرالیا               | ۱۴   | ۱۸   | ۱۴   | ۱۴   | ۲۲   | ۲۳   | ۲۴   | ۲۵   | ۲۱   | ۲۴   | ۲۷   | ۲۹   | ۲۲   | ۲۴   | ۲۶   |
| بسیار راحت  | تایوان                 | ۱۵   | ۱۳   | ۱۵   | ۱۵   | ۱۳   | ۱۰   | ۱۱   | ۱۰   | ۱۵   | ۱۰   | ۹    | ۹    | ۹    | ۸    | ۶    |
| بسیار راحت  | امارات متحده عربی      | ۱۶   | ۱۱   | ۲۱   | ۱۶   | ۲۴   | ۱۵   | ۸    | ۹    | ۱۶   | ۱۲   | ۱۱   | ۱۵   | ۱۸   | ۳۷   | ۱۰۰  |
| بسیار راحت  | مقدونیه شمالی          | ۱۷   | ۱۰   | ۱۱   | ۱۷   | ۱۵   | ۱۴   | ۲۱   | ۲۰   | ۱۹   | ۲۲   | ۲۵   | ۲۵   | ۲۰   | ۲۱   | ۱۹   |
| بسیار راحت  | استونی                 | ۱۸   | ۱۶   | ۱۲   | ۱۸   | ۱۷   | ۱۳   | ۱۵   | ۱۵   | ۱۰   | ۹    | ۷    | ۷    | ۸    | ۱۰   | ۱۱   |
| بسیار راحت  | لتونی                  | ۱۹   | ۱۹   | ۱۹   | ۱۹   | ۲۱   | ۲۱   | ۳۰   | ۲۹   | ۳۲   | ۳۲   | ۲۸   | ۲۷   | ۲۵   | ۳۰   | ۳۲   |
| بسیار راحت  | فنلاند                 | ۲۰   | ۱۷   | ۱۳   | ۲۰   | ۱۹   | ۱۲   | ۱۳   | ۱۴   | ۹    | ۱۵   | ۱۴   | ۱۱   | ۱۰   | ۱۲   | ۱۲   |
| بسیار راحت  | تایلند                 | ۲۱   | ۲۷   | ۲۶   | ۲۱   | ۲۰   | ۲۴   | ۱۷   | ۲۷   | ۲۷   | ۲۳   | ۲۶   | ۲۸   | ۲۶   | ۱۶   | ۱۵   |
| بسیار راحت  | آلمان                  | ۲۲   | ۲۴   | ۲۰   | ۲۲   | ۱۴   | ۱۶   | ۱۹   | ۱۷   | ۱۳   | ۷    | ۸    | ۸    | ۷    | ۴    | ۴    |
| بسیار راحت  | کانادا                 | ۲۳   | ۲۲   | ۱۸   | ۲۳   | ۱۸   | ۱۸   | ۶    | ۱۲   | ۱۸   | ۲۱   | ۲۳   | ۲۰   | ۲۴   | ۲۵   | ۲۱   |
| بسیار راحت  | جمهوری ایرلند          | ۲۴   | ۲۳   | ۱۷   | ۲۴   | ۲۵   | ۳۲   | ۴۵   | ۵۵   | ۶۲   | ۷۰   | ۷۲   | ۷۶   | ۷۴   | ۷۵   | ۵۴   |
| بسیار راحت  | قزاقستان               | ۲۵   | ۲۸   | ۳۶   | ۲۵   | ۲۳   | ۲۵   | ۳۱   | ۳۰   | ۳۰   | ۳۱   | ۴۸   | ۴۸   | ۳۷   | ۴۰   | ۴۲   |
| بسیار راحت  | ایسلند                 | ۲۶   | ۲۱   | ۲۳   | ۲۶   | ۳۱   | ۲۲   | ۲۳   | ۲۶   | ۳۳   | ۴۰   | ۳۳   | ۴۶   | ۶۸   | ۷۷   | ۶۹   |
| بسیار راحت  | اتریش                  | ۲۷   | ۲۶   | ۲۲   | ۲۷   | ۳۶   | ۴۴   | ۷۵   | ۶۵   | ۶۴   | ۶۳   | ۷۴   | ۷۵   | ۵۶   | ۵۲   | ۴۱   |
| بسیار راحت  | روسیه                  | ۲۸   | ۳۱   | ۳۵   | ۲۸   | ۲۸   | ۲۷   | ۲۸   | ۳۱   | ۳۱   | ۳۰   | ۳۰   | ۲۶   | ۲۱   | ۲۲   | ۲۴   |
| بسیار راحت  | ژاپن                   | ۲۹   | ۳۹   | ۳۴   | ۲۹   | ۲۷   | ۳۱   | ۳۸   | ۳۴   | ۲۹   | ۲۶   | ۳۱   | ۳۱   | ۳۱   | ۳۵   | ۴۴   |
| بسیار راحت  | اسپانیا                | ۳۰   | ۳۰   | 28   | 30   | 29*  | ۵۱   | ۳۳   | ۳۵   | ۳۷   | ۴۲   | ۵۳   | ۵۴   | ۵۵   | ۶۱   | ۶۳   |
| بسیار راحت  | چین                    | ۳۱   | ۴۶   | ۷۸   | ۳۱   | ۲۶   | ۲۰   | ۲۹   | ۲۸   | ۲۶   | ۲۷   | ۲۱   | ۲۱   | ۱۶   | ۱۵   | ۱۷   |
| بسیار راحت  | فرانسه                 | ۳۲   | ۳۲   | ۳۱   | ۳۲   | ۳۳   | ۳۳   | ۵۲   | ۴۴   | ۴۴   | ۴۹   | ۶۲   | ۴۹   | ۳۸   | ۳۹   | ۳۰   |
| بسیار راحت  | ترکیه                  | ۳۳   | ۴۳   | 60   | 33   | 29*  | ۳۷   | ۴۹   | ۴۶   | ۴۸   | ۴۱   | ۴۲   | ۳۶   | ۳۲   | ۳۶   | ۳۷   |
| بسیار راحت  | جمهوری آذربایجان       | ۳۴   | ۲۵   | ۵۷   | ۳۴   | ۳۴   | ۲۹   | ۲۷   | ۲۴   | ۲۰   | ۱۸   | ۱۵   | ۱۲   | ۱۲   | ۱۱   | ۱۰   |
| بسیار راحت  | اسرائیل                | ۳۵   | ۴۹   | ۵۴   | ۳۵   | ۴۱   | ۷۷   | ۵۰   | ۴۹   | ۴۷   | ۵۹   | ۶۳   | ۷۰   | ۷۱   | ۶۳   | ۸۶   |
| بسیار راحت  | سوئیس                  | ۳۶   | ۳۸   | ۳۳   | ۳۶   | ۳۷   | ۴۸   | ۷۳   | ۷۲   | ۷۲   | ۵۶   | ۵۵   | ۴۷   | ۴۸   | ۴۹   | ۷۸   |
| بسیار راحت  | اسلوونی                | ۳۷   | ۴۰   | ۳۷   | ۳۷   | ۴۴   | ۵۷   | ۶۳   | ۵۸   | ۶۹   | ۶۸   | ۵۸   | ۸۵   | ۱۱۰  | ۱۲۹  | ۱۰۶  |
| بسیار راحت  | رواندا                 | ۳۸   | ۲۹   | ۴۱   | ۳۸   | ۳۵   | ۴۵   | ۳۷   | ۳۲   | ۵۵   | ۴۸   | ۴۳   | ۴۴   | ۳۹   | ۳۴   | ۴۶   |
| بسیار راحت  | پرتغال                 | ۳۹   | ۳۴   | 29   | 39   | 38*  | ۳۸   | ۵۸   | ۶۶   | ۵۹   | ۵۱   | ۴۴   | ۴۵   | ۴۶   | ۵۴   | ۶۲   |
| بسیار راحت  | لهستان                 | ۴۰   | ۳۳   | ۲۷   | ۴۰   | ۵۱   | ۶۲   | ۹۲   | ۱۱۲  | ۱۲۰  | ۱۲۳  | ۱۲۰  | ۱۲۰  | ۱۰۶  | ۹۶   | ۷۹   |
| بسیار راحت  | جمهوری چک              | ۴۱   | ۳۵   | ۳۰   | ۴۱   | ۴۲   | ۵۴   | ۵۴   | ۵۴   | ۵۱   | ۴۶   | ۴۷   | ۴۱   | ۴۵   | ۶۶   | ۵۲   |
| بسیار راحت  | هلند                   | ۴۲   | ۳۶   | ۳۲   | ۴۲   | ۴۳   | ۴۲   | ۳۶   | ۳۳   | ۲۸   | ۲۵   | ۲۲   | ۱۹   | ۱۹   | ۲۰   | ۱۸   |
| بسیار راحت  | بحرین                  | ۴۳   | ۶۲   | ۶۶   | ۴۳   | ۴۰   | ۶۵   | ۸۹   | ۸۴   | ۸۰   | ۸۴   | ۱۰۳  | ۱۰۶  | ۹۷   | ۱۲۴  | ۱۱۸  |
| بسیار راحت  | صربستان                | ۴۴   | ۴۸   | ۴۳   | ۴۴   | ۵۲   | ۶۳   | ۷۸   | ۸۳   | ۸۱   | ۹۰   | ۹۴   | ۱۰۳  | ۹۲   | ۱۰۳  | ۸۳   |
| بسیار راحت  | اسلواکی                | ۴۵   | ۴۲   | 39   | 45   | 47   | 64   | 39   | 36   | 40   | 37   | 40   | —    | —    | —    | —    |
| بسیار راحت  | بلژیک                  | ۴۶   | ۴۵   | ۵۲   | ۴۶   | ۴۹   | ۲۶   | ۱۸   | ۱۸   | ۱۷   | ۱۹   | ۱۲   | ۱۳   | ۱۵   | ۱۸   | ۲۰   |
| بسیار راحت  | ارمنستان               | ۴۷   | ۴۱   | 47   | 47   | 38*  | ۳۹   | ۵۳   | ۴۸   | ۵۳   | ۳۵   | ۵۱   | ۵۶   | ۴۴   | ۴۳   | ۷۳   |
| بسیار راحت  | مولدووا                | ۴۸   | ۴۷   | ۴۴   | ۴۸   | ۵۹   | ۹۱   | ۹۳   | ۸۶   | ۹۲   | ۸۹   | ۸۸   | ۹۴   | ۸۶   | ۶۸   | 92** |
| بسیار راحت  | بلاروس                 | ۴۹   | ۳۷   | ۳۸   | ۴۹   | ۳۲   | ۲۸   | ۲۰   | ۱۹   | ۲۳   | ۲۰   | ۱۷   | ۲۴   | ۲۷   | ۳۲   | ۲۳   |
| بسیار راحت  | مونته‌نگرو              | ۵۰   | ۵۰   | ۴۲   | ۵۰   | ۴۵   | ۵۶   | ۶۵   | ۷۳   | ۸۷   | ۸۰   | ۷۸   | ۶۵   | ۵۳   | ۸۲   | ۷۰   |
| بسیار راحت  | کرواسی                 | ۵۱   | ۵۸   | ۵۱   | ۵۱   | ۴۶   | ۳۶   | ۴۴   | ۵۱   | ۵۶   | ۶۶   | ۷۱   | ۹۰   | ۸۱   | 70   | 92** |
| بسیار راحت  | مجارستان               | ۵۲   | ۵۳   | ۴۸   | ۵۲   | ۵۳   | ۴۰   | ۳۵   | ۳۸   | ۳۴   | ۲۹   | ۲۹   | ۳۰   | ۲۹   | ۲۶   | ۲۹   |
| بسیار راحت  | مراکش                  | ۵۳   | ۶۰   | ۶۹   | ۵۳   | ۵۴   | ۳۴   | ۴۳   | ۴۵   | ۴۲   | ۳۹   | ۳۷   | ۵۳   | ۶۶   | ۷۹   | ۶۶   |
| راحت        | قبرس                   | ۵۴   | ۵۷   | ۵۳   | ۵۴   | ۵۰   | ۳۵   | ۴۲   | ۴۳   | ۴۱   | ۳۶   | ۵۶   | ۶۲   | ۵۸   | ۶۵   | ۷۱   |
| راحت        | رومانی                 | ۵۵   | ۵۲   | ۴۵   | ۵۵   | ۵۷   | ۴۷   | ۴۰   | ۴۱   | ۴۳   | ۴۷   | ۳۵   | ۳۵   | ۲۸   | ۱۹   | ۲۲   |
| راحت        | کنیا                   | ۵۶   | ۶۱   | ۸۰   | ۵۶   | ۶۲   | ۴۶   | ۳۲   | ۵۲   | ۴۵   | ۵۸   | ۶۷   | ۱۳۹  | ۱۵۰  | ۱۵۸  | ۱۳۹  |
| راحت        | کوزوو                  | ۵۷   | ۴۴   | ۴۰   | ۵۷   | ۴۸   | ۴۱   | ۳۴   | ۳۷   | ۳۹   | ۴۳   | ۴۹   | ۴۰   | ۳۳   | ۲۸   | ۲۵   |
| راحت        | ایتالیا                | ۵۸   | ۵۱   | 46   | 58   | 97*  | ۶۸   | ۹۰   | ۸۵   | ۸۲   | ۸۲   | ۸۲   | ۸۶   | ۱۳۶  | ۱۲۰  | ۱۱۷  |
| راحت        | شیلی                   | ۵۹   | ۵۶   | 55   | 59   | 61   | 59   | 60   | 56   | 50   | 45   | 64   | 50   | 42   | —    | —    |
| راحت        | مکزیک                  | ۶۰   | ۵۴   | 49   | 60   | 66   | 75   | 86   | 98   | 117  | 119  | 113  | —    | —    | —    | —    |
| راحت        | بلغارستان              | ۶۱   | ۵۹   | ۵۰   | ۶۱   | ۶۰   | ۶۱   | ۷۲   | ۷۸   | ۱۰۰  | ۱۰۹  | ۱۰۹  | ۹۶   | ۱۰۰  | ۱۰۹  | ۸۰   |
| راحت        | عربستان سعودی          | ۶۲   | ۹۲   | ۹۲   | ۶۲   | ۵۸   | ۸۳   | ۱۰۲  | ۱۱۰  | ۱۲۱  | ۱۲۵  | ۱۲۱  | ۱۱۷  | ۱۱۵  | ۱۰۵  | ۸۹   |
| راحت        | هند                    | ۶۳   | ۷۷   | 100  | 63   | 65   | 53   | 46   | 42   | 38   | 28   | 20   | 18   | —    | —    | —    |
| راحت        | اوکراین                | ۶۴   | ۷۱   | ۷۶   | ۶۴   | ۵۶   | ۷۲   | ۷۶   | ۷۶   | ۸۶   | ۷۳   | ۶۰   | ۵۸   | ۵۲   | ۴۵   | ۶۱   |
| راحت        | پورتوریکو              | ۶۵   | ۶۴   | ۶۴   | ۶۵   | ۶۳   | ۸۰   | ۷۰   | ۶۷   | ۶۶   | ۵۴   | ۳۸   | ۳۳   | ۹۶   | ۹۹   | ۹۸   |
| راحت        | برونئی                 | ۶۶   | ۵۵   | ۵۶   | ۶۶   | ۷۰   | ۶۶   | ۴۷   | ۴۷   | ۴۹   | ۵۷   | ۶۵   | ۵۷   | ۴۹   | ۵۵   | ۵۱   |
| راحت        | کلمبیا                 | ۶۷   | ۶۵   | ۵۹   | ۶۷   | ۶۴   | ۵۸   | ۹۴   | ۹۰   | ۸۸   | ۸۱   | ۷۵   | ۶۳   | ۶۳   | ۵۰   | ۴۳   |
| راحت        | عمان                   | ۶۸   | ۷۸   | ۷۱   | ۶۸   | ۷۵   | ۷۱   | ۸۷   | ۹۷   | ۹۴   | ۱۱۴  | ۱۲۸  | ۱۲۸  | ۱۲۹  | ۱۱۵  | ۱۰۲  |
| راحت        | ازبکستان               | ۶۹   | ۷۶   | ۷۴   | ۶۹   | ۵۵   | ۵۵   | ۶۹   | ۷۱   | ۷۱   | ۶۵   | ۷۳   | ۵۹   | ۵۷   | ۹۱   | ۹۳   |
| راحت        | ویتنام                 | ۷۰   | ۶۹   | ۶۸   | ۷۰   | ۶۹   | ۵۲   | ۵۵   | ۶۱   | ۶۱   | ۷۲   | ۷۷   | ۸۱   | ۶۵   | ۸۱   | ۵۷   |
| راحت        | جامائیکا               | ۷۱   | ۷۵   | ۷۰   | ۷۱   | ۷۲   | ۷۴   | ۵۶   | ۵۹   | ۵۴   | ۵۲   | ۴۵   | ۳۸   | ۵۱   | ۴۸   | ۴۰   |
| راحت        | لوکزامبورگ             | ۷۲   | ۶۶   | 63   | 72   | 84*  | 101  | 59   | 79   | 83   | 112  | 96   | 88   | 78   | —    | —    |
| راحت        | اندونزی                | ۷۳   | ۷۳   | ۷۲   | ۷۳   | ۷۱   | ۱۲۵  | ۱۴۱  | ۱۴۸  | ۱۴۲  | ۱۴۲  | ۱۲۶  | ۱۲۴  | ۱۱۹  | ۱۳۸  | ۱۰۴  |
| راحت        | کاستاریکا              | ۷۴   | ۶۷   | ۶۱   | ۷۴   | ۷۳   | ۴۳   | ۴۱   | ۳۹   | ۳۵   | ۳۴   | ۳۴   | ۳۲   | ۳۵   | ۲۹   | ۲۸   |
| راحت        | اردن                   | ۷۵   | ۱۰۴  | ۱۰۳  | ۷۵   | ۶۷   | ۱۰۲  | ۶۸   | ۷۰   | ۷۰   | ۴۴   | ۴۱   | ۶۸   | ۹۴   | ۹۰   | ۸۴   |
| راحت        | پرو                    | ۷۶   | ۶۸   | 58   | 76   | 80   | 94   | 103  | 102  | —    | —    | —    | —    | —    | —    | —    |
| راحت        | قطر                    | ۷۷   | ۸۳   | ۸۳   | ۷۷   | ۷۴   | ۶۰   | ۵۱   | ۵۰   | ۴۶   | ۵۵   | ۶۹   | ۷۳   | ۸۸   | ۸۰   | ۵۸   |
| راحت        | تونس                   | ۷۸   | ۸۰   | 88   | 78   | 84*  | ۹۰   | ۹۶   | ۹۱   | ۹۱   | ۷۹   | ۸۹   | ۸۳   | ۸۳   | ۹۳   | ۹۱   |
| راحت        | یونان                  | ۷۹   | ۷۲   | 67   | 79   | 76   | 93   | 81   | —    | —    | —    | —    | —    | —    | —    | —    |
| راحت        | قرقیزستان              | ۸۰   | ۷۰   | ۷۷   | ۸۰   | ۸۳   | ۹۶   | ۱۱۲  | ۱۳۷  | ۱۵۲  | ۱۴۵  | ۱۴۲  | ۱۴۵  | ۱۳۹  | ۱۲۸  | ۱۲۴  |
| راحت        | مغولستان               | ۸۱   | ۷۴   | ۶۲   | ۸۱   | ۷۹   | ۱۰۷  | ۱۳۱  | ۱۲۶  | ۱۲۵  | ۱۱۰  | ۱۱۶  | ۱۱۹  | ۱۰۵  | ۹۵   | ۸۷   |
| راحت        | آلبانی                 | ۸۲   | ۶۳   | ۶۵   | ۸۲   | ۹۰   | ۷۸   | ۹۹   | ۹۹   | ۹۸   | ۷۸   | ۹۳   | ۹۲   | ۹۱   | ۱۰۴  | ۹۹   |
| راحت        | کویت                   | ۸۳   | ۹۷   | ۹۶   | ۸۳   | ۶۸   | ۵۰   | ۴۸   | ۴۰   | ۳۶   | ۵۰   | ۳۹   | ۳۷   | —    | —    | —    |
| راحت        | آفریقای جنوبی          | ۸۴   | ۸۲   | ۸۲   | ۸۴   | ۹۴   | ۷۶   | ۷۴   | ۸۰   | ۷۶   | ۶۰   | ۵۹   | ۶۰   | ۶۲   | ۵۸   | ۴۹   |
| راحت        | زامبیا                 | ۸۵   | ۸۷   | ۸۵   | ۸۵   | ۷۸   | ۶۹   | ۵۷   | ۶۲   | ۵۸   | ۷۱   | ۵۲   | ۴۳   | ۴۷   | ۵۱   | ۳۶   |
| راحت        | پاناما                 | ۸۶   | ۷۹   | 79   | 86   | 77   | 100  | 64   | 53   | 52   | 53   | 36   | 34   | 34   | 27   | —    |
| راحت        | بوتسوانا               | ۸۷   | ۸۶   | ۸۱   | ۸۷   | ۸۷   | ۱۴۱  | ۱۴۶  | ۱۵۴  | ۱۶۶  | ۱۵۰  | ۱۵۰  | ۱۳۸  | ۱۳۸  | ۱۴۷  | ۱۳۸  |
| راحت        | مالت                   | ۸۸   | ۸۴   | ۸۴   | ۸۸   | ۸۱   | ۷۳   | ۷۹   | ۹۳   | ۹۷   | ۱۰۱  | ۱۱۰  | ۱۱۲  | ۱۱۴  | ۱۱۸  | ۱۰۹  |
| راحت        | بوتان (کشور)           | ۸۹   | ۸۱   | ۷۵   | ۸۹   | ۹۶   | ۶۷   | ۶۱   | ۵۷   | ۶۰   | ۶۱   | ۵۷   | ۶۴   | ۶۱   | ۴۱   | ۳۹   |
| راحت        | بوسنی و هرزگوین        | ۹۰   | ۸۹   | ۸۶   | ۹۰   | ۹۲   | ۸۲   | ۸۸   | ۸۹   | ۹۰   | ۱۲۴  | ۱۱۴  | ۱۰۹  | ۹۸   | ۶۴   | ۸۵   |
| راحت        | السالوادور             | ۹۱   | ۸۵   | ۷۳   | ۹۱   | ۱۰۹  | ۱۱۴  | ۱۲۰  | ۱۲۸  | ۱۲۹  | ۱۲۱  | ۱۲۲  | ۱۲۹  | ۱۲۳  | ۱۳۵  | ۱۱۵  |
| راحت        | سان مارینو             | ۹۲   | ۸۸   | ۹۳   | ۹۲   | ۱۰۸  | ۱۳۶  | ۱۲۹  | ۱۲۱  | ۱۰۹  | ۹۸   | ۹۵   | ۸۲   | ۷۲   | ۸۳   | ۶۸   |
| راحت        | سنت لوسیا              | ۹۳   | ۹۳   | ۹۱   | ۹۳   | ۹۵   | ۸۵   | ۸۰   | ۷۴   | ۱۰۳  | ۹۵   | ۱۱۱  | ۱۰۴  | ۹۰   | ۸۴   | —    |
| راحت        | نپال                   | ۹۴   | ۱۱۰  | ۱۰۵  | ۹۴   | ۸۲   | ۴۹   | ۲۶   | ۲۲   | ۱۲   | ۱۱   | ۱۳   | ۱۶   | ۲۳   | ۳۸   | ۳۸   |
| راحت        | فیلیپین                | ۹۵   | ۱۲۴  | ۱۱۳  | ۹۵   | ۸۶   | ۱۰۹  | ۱۱۸  | ۱۱۳  | ۱۱۲  | ۸۶   | ۸۴   | ۷۲   | ۶۹   | ۷۱   | ۷۶   |
| راحت        | گواتمالا               | ۹۶   | ۹۸   | 97   | 96   | 88*  | 79   | 66   | 69   | 68   | 97   | 81   | 80   | 67   | 59   | —    |
| راحت        | توگو                   | ۹۷   | ۱۳۷  | 156  | 97   | 88*  | ۸۱   | ۶۲   | ۶۰   | ۷۷   | ۶۲   | ۵۴   | ۳۹   | ۳۶   | ۳۱   | ۳۴   |
| متوسط       | ساموآ                  | ۹۸   | ۹۰   | 87   | 98   | 97*  | ۱۱۱  | ۸۳   | ۹۴   | ۸۴   | ۷۶   | ۹۰   | ۱۰۰  | ۱۱۶  | ۱۰۲  | ۶۷   |
| متوسط       | سری‌لانکا               | ۹۹   | ۱۰۰  | ۱۱۱  | ۹۹   | ۱۰۳  | ۹۵   | ۱۰۸  | ۱۳۸  | ۱۳۶  | ۱۴۸  | ۱۴۴  | ۱۴۰  | ۱۳۳  | ۱۲۶  | ۱۱۳  |
| متوسط       | سیشل                   | ۱۰۰  | ۹۶   | 95   | 100  | 114* | 128* | ۱۳۶  | ۱۳۶  | ۱۴۳  | ۱۳۸  | ۱۳۰  | ۱۲۳  | ۱۲۴  | ۱۱۴  | ۹۷   |
| متوسط       | اروگوئه                | ۱۰۱  | ۹۵   | 94   | 101  | 91   | 97*  | 77   | 68   | 65   | 88   | 83   | 74   | 77   | 72   | —    |
| متوسط       | فیجی                   | ۱۰۲  | ۱۰۱  | 101  | 102  | 101* | ۸۶   | ۱۰۴  | ۸۲   | ۶۷   | ۷۴   | ۶۱   | ۵۲   | ۴۰   | ۴۶   | ۴۷   |
| متوسط       | تونگا                  | ۱۰۳  | ۹۱   | ۸۹   | ۱۰۳  | ۹۳   | ۸۴   | ۱۱۷  | ۱۱۶  | ۱۰۸  | ۹۱   | ۸۶   | ۹۷   | ۹۹   | ۱۱۷  | ۱۰۳  |
| متوسط       | نامیبیا                | ۱۰۴  | ۱۰۷  | ۱۰۶  | ۱۰۴  | ۱۱۲  | ۸۷   | ۹۷   | ۹۲   | ۷۴   | ۹۶   | ۱۰۴  | ۸۹   | ۷۹   | ۶۹   | ۵۳   |
| متوسط       | ترینیداد و توباگو      | ۱۰۵  | ۱۰۵  | 102  | 105  | 110  | 104* | ۱۲۷  | ۱۲۵  | ۱۲۸  | ۱۳۱  | ۱۴۱  | ۱۳۳  | ۱۲۱  | ۱۱۱  | ۱۱۲  |
| متوسط       | تاجیکستان              | ۱۰۶  | ۱۲۶  | ۱۲۳  | ۱۰۶  | ۱۰۰  | ۹۲   | ۱۰۹  | ۱۰۳  | ۱۰۲  | ۱۰۶  | ۱۲۴  | ۱۱۵  | ۱۰۳  | ۱۱۲  | ۸۸   |
| متوسط       | وانواتو                | ۱۰۷  | ۹۴   | ۹۰   | ۱۰۷  | ۹۹   | ۱۰۸  | ۱۰۵  | ۱۰۸  | ۱۰۷  | ۱۱۶  | ۱۲۳  | ۱۲۱  | ۱۱۱  | ۱۰۰  | ۵۵   |
| متوسط       | پاکستان                | ۱۰۸  | ۱۳۶  | 147  | 108  | 114* | ۷۰   | ۶۷   | ۶۴   | ۶۳   | ۶۷   | ۹۲   | ۸۷   | ۸۷   | ۹۴   | ۸۲   |
| متوسط       | مالاوی                 | ۱۰۹  | ۱۱۱  | 110  | 109  | 101* | ۸۸   | ۹۸   | ۸۷   | ۷۸   | ۶۹   | ۶۶   | ۵۱   | ۴۳   | ۴۲   | ۳۳   |
| متوسط       | ساحل عاج               | ۱۱۰  | ۱۲۲  | ۱۳۹  | ۱۱۰  | ۱۰۷  | ۹۹   | ۸۵   | ۸۱   | ۸۹   | ۱۰۲  | ۱۰۵  | ۱۰۲  | ۱۰۱  | ۸۹   | ۷۵   |
| متوسط       | دومینیکا               | ۱۱۱  | ۱۰۳  | 98   | 111  | 105  | 110  | 123  | 123  | 124  | 118  | 115  | 108  | 95   | 76   | —    |
| متوسط       | جیبوتی                 | ۱۱۲  | ۹۹   | 154  | 112  | 120  | 118  | 106  | 105  | 93   | 99   | 80   | 78   | 59   | 56   | —    |
| متوسط       | آنتیگوآ و باربودا      | ۱۱۳  | ۱۱۲  | 107  | 113  | 104  | 89   | 71   | 63   | 57   | 64   | 50   | 42   | 41   | 33   | —    |
| متوسط       | مصر                    | ۱۱۴  | ۱۲۰  | ۱۲۸  | ۱۱۴  | ۱۱۷  | ۱۱۵  | ۱۳۵  | ۱۳۹  | ۱۳۰  | ۱۳۰  | ۱۳۸  | ۱۳۶  | ۱۲۸  | ۱۲۳  | ۱۰۷  |
| متوسط       | جمهوری دومینیکن        | ۱۱۵  | ۱۰۲  | ۹۹   | ۱۱۵  | ۱۲۲  | ۱۵۰  | ۱۳۲  | ۱۲۰  | ۱۲۳  | ۱۲۲  | ۱۱۲  | ۱۱۱  | ۱۱۸  | ۱۰۷  | ۷۲   |
| متوسط       | اوگاندا                | ۱۱۶  | ۱۲۷  | ۱۲۲  | ۱۱۶  | ۱۲۱  | ۱۲۴  | ۱۲۶  | ۱۲۴  | ۱۱۳  | ۱۱۵  | ۱۱۸  | ۱۱۳  | ۱۰۹  | ۱۰۱  | ۷۷   |
| متوسط       | فلسطین                 | ۱۱۷  | ۱۱۶  | 114  | 117  | 119  | 106  | 91   | 88   | —    | —    | —    | —    | —    | —    | —    |
| متوسط       | غنا                    | ۱۱۸  | ۱۱۴  | ۱۲۰  | ۱۱۸  | ۱۱۳  | ۱۱۷  | ۱۱۹  | ۱۰۶  | ۹۶   | ۱۱۱  | ۱۰۰  | ۱۰۱  | ۸۰   | ۷۸   | ۷۴   |
| متوسط       | باهاما                 | ۱۱۹  | ۱۱۸  | ۱۱۹  | ۱۱۹  | ۱۴۵  | ۱۳۳  | ۱۱۳  | ۱۰۴  | ۱۰۱  | ۱۰۳  | ۱۰۲  | ۹۵   | ۸۴   | ۵۷   | ۶۴   |
| متوسط       | پاپوآ گینه نو          | ۱۲۰  | ۱۰۸  | ۱۰۹  | ۱۲۰  | ۱۱۸  | ۱۳۰  | ۱۵۲  | ۱۴۵  | ۱۴۴  | ۱۲۹  | ۱۳۷  | ۱۴۲  | ۱۳۵  | ۱۱۹  | ۱۰۸  |
| متوسط       | اسواتینی               | ۱۲۱  | ۱۱۷  | 112  | 121  | 106  | 97*  | ۸۴   | ۷۷   | 85   | 77   | 68   | 55   | —    | —    | —    |
| متوسط       | لسوتو                  | ۱۲۲  | ۱۰۶  | ۱۰۴  | ۱۲۲  | ۱۳۱  | ۱۱۲  | ۱۲۸  | ۱۰۹  | ۱۱۰  | ۹۴   | ۱۰۶  | ۱۱۴  | ۱۲۶  | ۱۶۵  | ۱۴۱  |
| متوسط       | سنگال                  | ۱۲۳  | ۱۴۱  | ۱۴۰  | ۱۲۳  | ۱۱۶  | ۱۲۰  | ۱۱۶  | ۱۳۰  | ۱۲۶  | ۱۲۷  | ۱۲۹  | ۱۲۵  | ۱۲۲  | ۱۲۱  | ۱۱۹  |
| متوسط       | برزیل                  | ۱۲۴  | ۱۰۹  | ۱۲۵  | ۱۲۴  | ۱۳۷  | ۱۲۳  | ۱۱۵  | ۱۱۴  | ۱۱۴  | ۱۰۰  | ۱۰۱  | ۱۰۵  | ۱۰۴  | ۱۳۶  | ۱۰۵  |
| متوسط       | پاراگوئه               | ۱۲۵  | ۱۱۳  | 108  | 125  | 111  | 103  | 82   | 75   | 75   | 75   | 70   | 66   | 54   | 85   | —    |
| متوسط       | آرژانتین               | ۱۲۶  | ۱۱۹  | 117  | 126  | 123  | 104* | ۱۱۱  | ۱۱۵  | ۱۰۴  | ۱۱۳  | ۱۰۸  | ۹۹   | ۸۵   | ۸۶   | ۹۵   |
| متوسط       | ایران                  | ۱۲۷  | ۱۲۸  | ۱۲۴  | ۱۲۰  | ۱۱۸  | ۱۳۰  | ۱۵۲  | ۱۴۵  | ۱۴۴  | ۱۲۹  | ۱۳۷  | ۱۴۲  | ۱۳۵  | ۱۱۹  | ۱۰۸  |
| متوسط       | باربادوس               | ۱۲۸  | ۱۲۹  | 132  | 128  | 132  | 166  | 143  | 141  | 147  | 139  | 152  | 159  | 153  | 133  | —    |
| متوسط       | اکوادور                | ۱۲۹  | ۱۲۳  | 118  | 129  | 126  | 122  | 121  | 122  | 119  | 132  | 146  | 143  | 132  | 125  | —    |
| متوسط       | سنت وینسنت و گرنادین‌ها | ۱۳۰  | ۱۳۰  | ۱۲۹  | ۱۳۰  | ۱۳۰  | ۱۴۲  | ۱۳۴  | ۱۳۲  | ۱۳۲  | ۱۳۴  | ۱۳۳  | ۱۲۲  | ۱۲۰  | ۱۳۴  | ۱۱۶  |
| متوسط       | نیجریه                 | ۱۳۱  | ۱۴۶  | ۱۴۵  | ۱۳۱  | ۱۲۷  | ۱۳۵  | ۱۳۷  | ۱۳۳  | ۱۳۸  | ۱۴۷  | ۱۴۵  | ۱۳۵  | ۱۴۵  | ۱۴۳  | ۱۳۳  |
| متوسط       | نیجر                   | ۱۳۲  | ۱۴۳  | ۱۴۴  | ۱۳۲  | ۱۳۹  | ۱۳۱  | ۱۴۵  | ۱۳۴  | ۱۲۷  | ۱۲۸  | ۱۳۱  | ۱۲۷  | ۱۳۰  | ۱۴۲  | ۱۴۰  |
| متوسط       | هندوراس                | ۱۳۳  | ۱۲۱  | ۱۱۵  | ۱۳۳  | ۱۴۱  | ۱۶۴  | ۱۷۱  | ۱۵۷  | ۱۴۵  | ۱۳۳  | ۱۳۲  | ۱۳۴  | ۱۲۷  | ۱۱۰  | ۹۶   |
| متوسط       | گویان                  | ۱۳۴  | ۱۳۴  | 126  | 134  | 124  | 121  | 101  | 96   | 95   | 87   | 76   | 67   | 64   | 44   | —    |
| متوسط       | بلیز                   | ۱۳۵  | ۱۲۵  | ۱۲۱  | ۱۳۵  | ۱۲۸  | ۱۱۶  | ۹۵   | ۹۵   | ۷۹   | ۸۵   | ۸۷   | ۶۹   | ۶۰   | ۵۳   | ۳۱   |
| متوسط       | جزایر سلیمان           | ۱۳۶  | ۱۱۵  | 116  | 136  | 136  | 113  | 100  | 111  | 116  | 120  | 97   | 91   | 82   | 62   | —    |
| متوسط       | کیپ ورد                | ۱۳۷  | ۱۳۱  | ۱۲۷  | ۱۳۷  | ۱۳۳  | ۱۲۷  | ۱۳۹  | ۱۴۶  | ۱۳۹  | ۱۲۶  | ۱۳۵  | ۱۴۱  | ۱۳۴  | ۱۴۰  | ۱۱۰  |
| متوسط       | موزامبیک               | ۱۳۸  | ۱۳۵  | ۱۳۸  | ۱۳۸  | ۱۳۵  | ۱۲۶  | ۱۰۷  | ۱۰۰  | ۷۳   | ۹۲   | 91   | 84   | 70   | 73   | —    |
| متوسط       | سنت کیتس و نویس        | ۱۳۹  | ۱۴۰  | ۱۳۴  | ۱۳۹  | ۱۳۴  | ۱۴۸  | ۱۵۹  | ۱۶۳  | ۱۶۵  | ۱۷۱  | ۱۶۷  | ۱۶۵  | ۱۶۴  | ۱۵۹  | ۱۴۷  |
| متوسط       | زیمبابوه               | ۱۴۰  | ۱۵۵  | ۱۵۹  | ۱۴۰  | ۱۲۹  | ۱۴۳  | ۱۳۸  | ۱۳۵  | ۱۳۱  | ۱۳۵  | ۱۳۹  | ۱۳۱  | ۱۱۷  | ۱۲۷  | ۱۲۵  |
| متوسط       | تانزانیا               | ۱۴۱  | ۱۴۴  | 137  | 141  | 143* | ۱۴۶  | ۱۵۵  | ۱۵۱  | ۱۴۶  | ۱۵۳  | ۱۵۶  | ۱۶۶  | ۱۵۸  | ۱۵۵  | ۱۴۶  |
| متوسط       | نیکاراگوئه             | ۱۴۲  | ۱۳۲  | ۱۳۱  | ۱۴۲  | ۱۴۲  | ۱۴۷  | ۱۶۷  | ۱۷۷  | ۱۶۷  | ۱۶۹  | ۱۶۸  | ۱۶۱  | ۱۵۵  | ۱۴۱  | ۱۴۵  |
| متوسط       | لبنان                  | ۱۴۳  | ۱۴۲  | ۱۳۳  | ۱۴۳  | ۱۴۰  | ۱۳۹  | ۱۱۴  | ۱۰۱  | ۱۰۶  | ۱۰۸  | ۹۸   | ۹۳   | ۸۹   | ۸۷   | ۴۸   |
| متوسط       | کامبوج                 | ۱۴۴  | ۱۳۸  | 135  | 144  | 138  | 128* | ۱۱۰  | ۱۰۷  | ۱۰۵  | ۸۳   | ۸۵   | ۷۷   | ۷۶   | ۷۴   | ۶۰   |
| متوسط       | پالائو                 | ۱۴۵  | ۱۳۳  | ۱۳۰  | ۱۴۵  | ۱۵۱  | ۱۳۸  | ۱۵۰  | ۱۴۷  | ۱۴۹  | ۱۴۶  | ۱۴۰  | ۱۳۰  | 131  | 113  | —    |
| متوسط       | گرنادا                 | ۱۴۶  | ۱۴۷  | 142  | 146  | 143* | ۱۶۷  | ۱۵۴  | ۱۵۳  | ۱۵۰  | ۱۵۱  | ۱۴۷  | ۱۴۸  | ۱۶۱  | ۱۶۳  | ۱۵۴  |
| متوسط       | مالدیو                 | ۱۴۷  | ۱۳۹  | ۱۳۶  | ۱۴۷  | ۱۵۳  | ۱۶۱  | ۱۷۸  | ۱۶۶  | ۱۵۴  | ۱۵۲  | ۱۵۷  | ۱۴۹  | ۱۶۲  | ۱۴۶  | ۱۳۲  |
| زیر میانگین | مالی                   | ۱۴۸  | ۱۴۵  | ۱۴۳  | ۱۴۸  | ۱۴۷  | ۱۴۰  | ۱۴۲  | ۱۴۰  | ۱۴۱  | ۱۴۳  | ۱۴۸  | ۱۵۶  | ۱۶۰  | ۱۶۸  | ۱۳۶  |
| زیر میانگین | بنین                   | ۱۴۹  | ۱۵۳  | ۱۵۱  | ۱۴۹  | ۱۵۷  | ۱۵۷  | ۱۶۲  | ۱۵۵  | ۱۵۳  | ۱۴۹  | ۱۶۱  | ۱۵۰  | ۱۴۰  | ۱۳۱  | ۱۱۱  |
| زیر میانگین | بولیوی                 | ۱۵۰  | ۱۵۶  | ۱۵۲  | ۱۵۰  | ۱۶۰  | ۱۶۸  | ۱۷۶  | ۱۷۶  | ۱۷۳  | ۱۷۳  | ۱۷۴  | ۱۷۲  | ۱۶۹  | ۱۶۰  | ۱۵۰  |
| زیر میانگین | بورکینافاسو            | ۱۵۱  | ۱۵۱  | ۱۴۸  | ۱۵۱  | ۱۴۸  | ۱۴۵  | ۱۵۶  | ۱۵۰  | ۱۴۰  | ۱۴۱  | ۱۲۷  | ۱۲۶  | ۱۱۲  | ۱۰۶  | ۵۶   |
| زیر میانگین | موریتانی               | ۱۵۲  | ۱۴۸  | ۱۵۰  | ۱۵۲  | ۱۴۹  | ۱۳۴  | ۱۲۲  | ۱۱۷  | ۱۱۵  | ۹۳   | ۷۹   | ۷۹   | ۷۳   | ۶۰   | ۴۵   |
| زیر میانگین | جزایر مارشال           | ۱۵۳  | ۱۵۰  | ۱۴۹  | ۱۵۳  | ۱۵۴  | ۱۵۹  | ۱۵۸  | ۱۵۸  | ۱۵۷  | ۱۵۹  | ۱۶۲  | ۱۵۵  | 146  | 144  | —    |
| زیر میانگین | لائوس                  | ۱۵۴  | ۱۵۴  | ۱۴۱  | ۱۵۴  | ۱۵۰  | ۱۴۹  | ۱۵۷  | ۱۵۶  | ۱۶۲  | ۱۶۰  | ۱۶۵  | ۱۶۳  | ۱۵۶  | ۱۵۱  | ۱۴۹  |
| زیر میانگین | گامبیا                 | ۱۵۵  | ۱۴۹  | ۱۴۶  | ۱۵۵  | ۱۵۸  | ۱۵۱  | ۱۷۴  | ۱۷۵  | ۱۷۵  | ۱۷۰  | ۱۷۲  | ۱۶۹  | ۱۵۱  | ۱۳۷  | ۱۲۹  |
| زیر میانگین | گینه                   | ۱۵۶  | ۱۵۲  | ۱۵۳  | ۱۵۶  | ۱۶۳  | ۱۵۴  | ۱۵۳  | ۱۵۲  | ۱۴۸  | ۱۳۶  | ۱۳۶  | ۱۳۲  | ۱۲۵  | ۱۱۶  | ۱۲۸  |
| زیر میانگین | الجزایر                | ۱۵۷  | ۱۵۷  | ۱۶۶  | ۱۵۷  | ۱۵۲  | ۱۵۲  | ۱۴۰  | ۱۵۹  | ۱۶۹  | ۱۸۱  | ۱۷۶  | ۱۷۷  | ۱۷۴  | ۱۶۶  | ۱۴۳  |
| زیر میانگین | ایالات فدرال میکرونزی  | ۱۵۸  | ۱۶۰  | ۱۵۵  | ۱۵۸  | ۱۵۶  | ۱۶۲  | ۱۶۱  | ۱۶۴  | ۱۵۸  | ۱۶۱  | ۱۵۵  | ۱۴۶  | 142  | 122  | —    |
| زیر میانگین | اتیوپی                 | ۱۵۹  | ۱۵۹  | ۱۶۱  | ۱۵۹  | ۱۴۶  | ۱۳۲  | ۱۲۵  | ۱۲۷  | ۱۱۱  | ۱۰۴  | ۱۰۷  | ۱۱۶  | ۱۰۲  | ۹۷   | ۱۰۱  |
| زیر میانگین | کومور                  | ۱۶۰  | ۱۶۴  | ۱۵۸  | ۱۶۰  | ۱۶۸  | ۱۷۶  | ۱۷۳  | ۱۶۷  | ۱۵۹  | ۱۶۵  | ۱۶۶  | ۱۶۰  | ۱۵۷  | ۱۴۸  | ۱۲۷  |
| زیر میانگین | ماداگاسکار             | ۱۶۱  | ۱۶۱  | ۱۶۲  | ۱۶۱  | ۱۵۵  | ۱۷۱  | ۱۷۰  | ۱۷۳  | ۱۷۱  | ۱۵۷  | ۱۵۹  | ۱۵۸  | ۱۵۲  | ۱۵۳  | ۱۲۶  |
| زیر میانگین | سورینام                | ۱۶۲  | ۱۶۵  | ۱۶۵  | ۱۶۲  | ۱۶۶  | ۱۵۳  | ۱۶۹  | ۱۶۰  | ۱۶۳  | ۱۷۸  | ۱۸۰  | ۱۷۶  | ۱۶۳  | ۱۶۹  | ۱۲۳  |
| زیر میانگین | سیرالئون               | ۱۶۳  | ۱۶۳  | ۱۶۰  | ۱۶۳  | ۱۶۵  | ۱۶۹  | ۱۷۵  | ۱۷۸  | ۱۷۹  | ۱۷۹  | ۱۷۳  | ۱۷۱  | ۱۶۶  | ۱۵۷  | ۱۴۴  |
| زیر میانگین | کیریباتی               | ۱۶۴  | ۱۵۸  | ۱۵۷  | ۱۶۴  | ۱۶۲  | ۱۴۴  | ۱۶۳  | ۱۷۰  | ۱۵۶  | 156  | 158  | 151  | 144  | 132  | —    |
| زیر میانگین | میانمار                | ۱۶۵  | ۱۷۲  | ۱۷۱  | ۱۶۵  | ۱۶۱  | ۱۵۶  | ۱۵۱  | ۱۶۵  | ۱۶۴  | ۱۶۶  | ۱۵۳  | ۱۵۲  | ۱۴۱  | ۱۴۵  | ۱۱۴  |
| زیر میانگین | بوروندی                | ۱۶۶  | ۱۶۸  | ۱۶۴  | ۱۶۶  | ۱۷۲  | ۱۵۸  | ۱۶۸  | ۱۶۱  | ۱۶۱  | ۱۶۸  | ۱۷۱  | ۱۶۴  | ۱۵۴  | ۱۵۲  | ۱۳۰  |
| زیر میانگین | کامرون                 | ۱۶۷  | ۱۶۶  | ۱۶۳  | ۱۶۷  | ۱۶۴  | ۱۶۳  | ۱۴۸  | ۱۴۲  | ۱۳۷  | ۱۴۰  | ۱۳۴  | ۱۴۴  | ۱۴۹  | ۱۴۹  | ۱۳۱  |
| زیر میانگین | بنگلادش                | ۱۶۸  | ۱۷۶  | ۱۷۷  | ۱۶۸  | ۱۵۹  | ۱۶۰  | ۱۴۹  | ۱۴۳  | ۱۳۵  | ۱۵۴  | ۱۵۴  | ۱۴۷  | ۱۴۳  | ۱۵۴  | ۱۵۱  |
| زیر میانگین | گابن                   | ۱۶۹  | ۱۶۹  | ۱۶۷  | ۱۶۹  | ۱۶۹  | ۱۷۰  | ۱۴۷  | ۱۳۱  | ۱۳۳  | ۱۳۷  | ۱۲۵  | ۱۱۸  | ۱۰۸  | ۱۰۸  | ۹۴   |
| زیر میانگین | سائوتومه و پرنسیپ      | ۱۷۰  | ۱۷۰  | 169  | 170  | 167  | 177  | 182  | —    | —    | —    | —    | —    | —    | —    | —    |
| زیر میانگین | سودان                  | ۱۷۱  | ۱۶۲  | ۱۷۰  | ۱۷۱  | ۱۷۱  | ۱۵۵  | ۱۶۰  | ۱۷۱  | ۱۷۰  | ۱۵۸  | ۱۶۳  | ۱۵۳  | ۱۴۶  | ۱۶۱  | —    |
| زیر میانگین | عراق                   | ۱۷۲  | ۱۷۱  | ۱۶۸  | ۱۷۲  | ۱۷۸  | ۱۷۹  | ۱۸۰  | ۱۷۹  | ۱۷۶  | ۱۷۶  | ۱۸۱  | 179  | 176  | 173  | —    |
| زیر میانگین | افغانستان              | ۱۷۳  | ۱۶۷  | ۱۸۳  | ۱۷۳  | ۱۷۵  | ۱۷۵  | ۱۶۵  | ۱۴۴  | ۱۳۴  | ۱۴۴  | ۱۴۳  | ۱۳۷  | ۱۳۷  | ۱۳۰  | ۱۲۱  |
| زیر میانگین | گینه بیسائو            | ۱۷۴  | ۱۷۵  | 176  | 174  | 179  | 174  | 144  | 149  | 151  | 155  | 149  | 157  | 170  | —    | —    |
| زیر میانگین | لیبریا                 | ۱۷۵  | ۱۷۴  | ۱۷۲  | ۱۷۵  | ۱۷۳  | ۱۷۲  | ۱۷۲  | ۱۶۹  | ۱۶۸  | ۱۷۴  | ۱۶۴  | ۱۷۰  | ۱۶۸  | ۱۷۴  | ۱۴۲  |
| زیر میانگین | سوریه                  | ۱۷۶  | ۱۷۹  | ۱۷۴  | ۱۷۶  | ۱۷۴  | ۱۷۳  | ۱۳۰  | ۱۲۹  | ۱۲۲  | ۱۰۷  | ۱۱۹  | ۱۱۰  | ۱۰۷  | ۸۸   | ۶۵   |
| زیر میانگین | آنگولا                 | ۱۷۷  | ۱۷۳  | ۱۷۵  | ۱۷۷  | ۱۷۶  | ۱۷۸  | ۱۸۵  | ۱۸۳  | ۱۸۱  | ۱۷۷  | ۱۷۹  | ۱۷۸  | ۱۷۵  | ۱۷۱  | ۱۴۸  |
| زیر میانگین | گینه استوایی           | ۱۷۸  | ۱۷۷  | ۱۷۳  | ۱۷۸  | ۱۸۰  | ۱۶۵  | ۱۶۶  | ۱۶۲  | ۱۵۵  | ۱۶۴  | ۱۷۰  | ۱۶۵  | ۱۶۵  | ۱۵۰  | —    |
| زیر میانگین | هائیتی                 | ۱۷۹  | ۱۸۲  | ۱۸۱  | ۱۷۹  | ۱۷۰  | ۱۳۷  | ۱۳۳  | ۱۱۸  | ۹۹   | ۱۰۵  | ۹۹   | ۹۸   | ۱۱۳  | ۹۸   | ۹۰   |
| زیر میانگین | جمهوری کنگو            | ۱۸۰  | ۱۸۰  | ۱۷۹  | ۱۸۰  | ۱۸۳  | ۱۸۵  | ۱۸۹  | ۱۸۴  | ۱۸۳  | ۱۸۳  | ۱۷۸  | ۱۷۵  | ۱۷۳  | ۱۷۲  | ۱۵۲  |
| زیر میانگین | تیمور شرقی             | ۱۸۱  | ۱۷۸  | ۱۷۸  | ۱۸۱  | ۱۸۲  | ۱۸۰  | ۱۷۷  | ۱۷۴  | ۱۷۴  | ۱۶۲  | ۱۵۱  | ۱۵۴  | ۱۴۸  | ۱۳۹  | ۱۳۴  |
| زیر میانگین | چاد                    | ۱۸۲  | ۱۸۱  | ۱۸۰  | ۱۸۲  | ۱۸۱  | ۱۸۱  | ۱۷۹  | ۱۷۲  | ۱۷۲  | ۱۶۳  | ۱۶۹  | ۱۶۸  | ۱۶۷  | ۱۵۶  | ۱۳۵  |
| زیر میانگین | جمهوری دموکراتیک کنگو  | ۱۸۳  | ۱۸۴  | ۱۸۲  | ۱۸۳  | ۱۷۷  | ۱۸۳  | ۱۶۴  | ۱۶۸  | ۱۶۰  | ۱۶۷  | ۱۶۰  | ۱۶۲  | ۱۵۹  | ۱۶۲  | ۱۲۲  |
| زیر میانگین | جمهوری آفریقای مرکزی   | ۱۸۴  | ۱۸۳  | ۱۸۴  | ۱۸۴  | ۱۸۴  | ۱۸۴  | ۱۸۳  | ۱۸۱  | ۱۷۸  | ۱۷۵  | ۱۸۲  | ۱۸۱  | ۱۷۸  | ۱۷۵  | ۱۵۵  |
| زیر میانگین | سودان جنوبی            | ۱۸۵  | ۱۸۵  | ۱۸۷  | ۱۸۵  | ۱۸۵  | ۱۸۷  | ۱۸۸  | ۱۸۵  | ۱۸۲  | ۱۸۲  | ۱۸۳  | ۱۸۰  | ۱۷۷  | ۱۶۷  | ۱۵۳  |
| زیر میانگین | لیبی                   | ۱۸۶  | ۱۸۶  | 185  | 186  | 187  | 186  | 186  | —    | —    | —    | —    | —    | —    | —    | —    |
| زیر میانگین | یمن                    | ۱۸۷  | ۱۸۷  | ۱۸۶  | ۱۸۷  | ۱۸۶  | ۱۸۲  | ۱۸۱  | ۱۸۰  | ۱۷۷  | ۱۷۲  | ۱۷۷  | ۱۷۴  | ۱۷۲  | ۱۶۴  | ۱۲۰  |
| زیر میانگین | ونزوئلا                | ۱۸۸  | ۱۸۸  | 188  | 188  | 188  | 188  | 187  | —    | —    | —    | —    | —    | —    | —    | —    |
| زیر میانگین | اریتره                 | ۱۸۹  | ۱۸۹  | ۱۸۹  | ۱۸۹  | ۱۸۹  | ۱۸۹  | ۱۸۴  | ۱۸۲  | ۱۸۰  | ۱۸۰  | ۱۷۵  | ۱۷۳  | ۱۷۱  | ۱۷۰  | ۱۳۷  |
| زیر میانگین | سومالی                 | ۱۹۰  | ۱۹۰  | 190  | 190  | —    | —    | —    | —    | —    | —    | —    | —    | —    | —    | —    |